# Димитровский сельсовет
Димитровский сельсовет — сельское поселение в Илекском районе Оренбургской области Российской Федерации.
Административный центр — посёлок Димитровский.

## История
9 марта 2005 года в соответствии с законом Оренбургской области № 1899/341-III-ОЗ образовано сельское поселение Димитровский сельсовет, установлены границы муниципального образования.

## Население
| 2010  | 2012  | 2013  | 2014  | 2015  | 2016  | 2017  |
| ----- | ----- | ----- | ----- | ----- | ----- | ----- |
| 1250  | ↘1226 | ↗1249 | ↘1240 | ↗1244 | ↘1196 | ↘1152 |
| 2018  | 2019  | 2020  | 2021  |       |       |       |
| ↘1131 | ↘1109 | ↘1068 | ↘1045 |       |       |       |

## Состав сельского поселения
| № | Населённый пункт | Тип населённого пункта          | Население |
| - | ---------------- | ------------------------------- | --------- |
| 1 | Братский         | посёлок                         | 70        |
| 2 | Димитровский     | посёлок, административный центр | 1128      |
| 3 | Суходольный      | посёлок                         | 36        |
| 4 | Филипповка       | посёлок                         | 16        |